# Antonio Giménez
Antonio Giménez (nascido em 25 de junho de 1931) é um ex-ciclista olímpico argentino. Giménez representou sua nação na competição de velocidade nos Jogos Olímpicos de Verão de 1952, em Helsinque.